# Syco Music
Syco Music, aussi connu sous le nom Syco Records, était un label discographique britannique fondé par Simon Cowell en 2002. Il était une filiale de Syco (en).

## Histoire
Syco Music avait des bureaux à Londres et Los Angeles et abritait plusieurs artistes. Syco avait le droit exclusif de signer les gagnants et finalistes de The X Factor et Got Talent. Le premier album de Susan Boyle, I Dreamed a Dream, s'est vendu à plus de 9 millions d'exemplaires, ce qui en fait l'une des meilleures ventes de la dernière décennie et la sortie la plus réussie de Syco à ce jour. Entre 2004 et 2009, Il Divo a vendu quatre millions d'albums[citation nécessaire] et en 2007, Leona Lewis est devenue l'une des gagnantes du concours de talents lorsque son deuxième single, Bleeding Love, a propulsé l'album Spirit à 9 millions de ventes mondiales.
En 2010, Syco a commencé à se diversifier en ajoutant Labrinth, producteur et auteur-compositeur-interprète. Savan Kotecha, qui écrivait pour Syco depuis plusieurs années, est également devenu directeur d'A&R et a créé une coentreprise, Kanani Songs. Syco a également commencé à nouer des partenariats plus étroits avec d'autres labels de Sony Music Entertainment UK. Pour la première fois, Syco a conclu un accord avec Columbia Records qui les verrait travailler ensemble pour lancer la carrière d'un gagnant de The X Factor - Matt Cardle.
Le 15 juillet 2020, il a été annoncé que Cowell achèterait la participation de Sony dans Syco Entertainment; Sony Music conservera les artistes et le catalogue de Syco Music,.
En septembre 2020, le directeur général Tyler Brown et le chef du numérique Tom Hoare étaient partis. Music Week a rapporté que le label n'est plus opérationnel et est maintenant disparu; le personnel des artistes a été redéployé ailleurs au sein de Sony Music, y compris chez le label sœur RCA Records, ou a complètement quitté. 

## Vol et droits d'auteur
Syco Music et ses artistes ont été la cible de piratage illégal à plusieurs reprises. En 2009, avant la sortie du deuxième album de Leona Lewis Echo, un certain nombre de démos inachevées et de morceaux restants du projet ont fait l'objet d'une fuite en ligne. Une enquête a été lancée par la International Federation of the Phonographic Industry (IFPI), en collaboration avec la maison de disques et la police pour identifier les responsables,. Alexandra Burke a également été ciblée, avec deux versions démo de chansons de son premier album Overcome leak avant la sortie de l'album. Fin mars 2010, il a été rapporté que Syco avait une fois de plus souffert de pirates informatiques qui ont réussi à obtenir 14 des enregistrements de studio de Burke, qui n'avaient jamais été entendus auparavant, ainsi que 26 de Lewis.
Après le deuxième incident de fuites, Cowell a pris contact avec le FBI pour retrouver les responsables. Les fuites comprenaient une nouvelle version enregistrée de All Night Long mettant en vedette le rappeur américain Pitbull, qui devait devenir le troisième single du chanteur en mars 2010. Selon Burke, les chansons ont été divulguées par "Two little boys in Germany on work experience", travaillant pour Syco. Il a été révélé plus tard en 2011 que les chansons enregistrées pour Echo ont été prises pour cible par le pirate allemand Deniz A., également connu sous le nom de DJ Stolen. En juillet 2010, le cabinet d'avocats Rasch a déposé une plainte pénale contre DJ Stolen pour "avoir constamment placé des chansons piratées sur Internet". Parmi les chansons énumérées dans la plainte, il y en avait une qui s'appelait "Pulse", décrite à l'époque comme un nouvel enregistrement de Lewis. DJ Stolen a été emprisonné pendant 18 mois en juin 2011.
En 2011, Syco a été traîné en justice pour plagiat après qu'il a été rapporté qu'une nouvelle chanson de Lewis Collide a largement copié Fade into Darkness, une chanson de 2010 du DJ de house music suédois Avicii. Le DJ a saisi l'artiste et le label devant la Haute Court Britannique juste avant sa sortie, mais l'affaire a été résolue à l'amiable en sortant la chanson en tant que single conjoint entre les deux artistes le 4 septembre 2011,,. En février 2013, il a été annoncé que One Direction sortirait une reprise de One Way or Another et Teenage Kicks en tant que single 2013 de Comic Relief. Cependant, une version inachevée de la chanson a été mise en ligne et, le 7 février 2013, Syco a lancé une enquête. Un porte-parole a déclaré à la presse : "C'est très décevant que la chanson ait fait l'objet d'une fuite et nous sommes en train d'enquêter sur cette affaire".

## Artistes
Certains des artistes signés par Cowell comme le groupe pop Westlife (avec 11 singles numéro un et 4 albums numéro un avant de signer conjointement avec Syco) et ont sorti leur musique pendant quelques années par l'intermédiaire de S Records, une autre société formée par Cowell dont il a ensuite vendu la part à BMG en 2003. Syco Music a commencé à sortir de la musique en tant que label en 2004.

### Artistes actuels
- Little Mix (accord complet avec le Royaume-Uni et accord conjoint avec Columbia Records)[réf. nécessaire]
- Camila Cabello (accord conjoint avec Epic Records)[24]
- Rebecca Ferguson (accord conjoint au Royaume-Uni avec RCA Records et accord conjoint aux États-Unis avec Columbia Records)[réf. nécessaire]
- James Arthur (accord conjoint avec Columbia Records)[25]
- Susan Boyle (accord complet avec le Royaume-Uni et accord conjoint avec Columbia Records)[réf. nécessaire]
- Collabro[26]
- Fifth Harmony (accord conjoint avec Epic Records aux États-Unis et accord complet au Royaume-Uni)[24]
- CNCO
- Noah Cyrus
- Il Divo[réf. nécessaire]
- Labrinth[3]
- Louisa Johnson[27]
- Digital Farm Animals
- Ina Wroldsen [réf. nécessaire]
- Matt Terry
- PrettyMuch
- Grace VanderWaal
- Il Volo
- Rak-Su
- Grace Davies

### Précédents artistes
- Steve Brookstein (2004–2005)
- Bianca Ryan (2006–2008)
- George Sampson (2008)
- Angelis (2006–2007)
- Leon Jackson (2007–2009)
- Same Difference (2007–2009)
- Rhydian (2007–2010)
- Paul Potts (2007–2010)
- Escala (2008–2010)
- Shayne Ward (2005–2011)
- Joe McElderry (2009–2011)
- Westlife (2007–2011)
- Matt Cardle (2010–2012)
- Jackie Evancho (2010–2013)
- Ronan Parke (2011–2012)
- Alexandra Burke (2008–2012)
- Cher Lloyd (2010–2014)[28]
- Loveable Rogues (2012–2013)[29]
- Leona Lewis (2006–2014)[30]
- Jonathan et Charlotte (2012–2014)
- Bars and melody (2014)
- Sam Bailey (2013–2015)[31]
- Melanie Amaro (2011–2013)
- Forte[32] (2013–2014)
- Rachel Crow (en) (2011–2015)
- Emblem3 (en) (2012–2015)
- Chris Rene (2011–2014)
- Olly Murs (2010-2014)
- Bea Miller (2013-2017)
- Ben Haenow (2014–2016)[33]
- Reggie 'n' Bollie (2016-2017)
- Fleur East (2014-2017)
- One Direction (2011-2016)
- Ella Henderson (2013-2018)[34]
- Alex & Sierra (en) (2013-2015)[35]
- Louis Tomlinson (en tant qu'artiste solo) (2017-2020)

## Singles numéro un
| Artiste                                   | Simple                                   | Année | Pays |
| ----------------------------------------- | ---------------------------------------- | ----- | --- |
| Westlife                                  | Mandy                                    | 2003  | UK, IRE, SCO                                                                                            |
| Steve Brookstein                          | Against All Odds (Take a Look at Me Now) | 2004  | UK, IRE                                                                                                 |
| Westlife                                  | You Raise Me Up                          | 2005  | UK, IRE, SCO                                                                                            |
| Shayne Ward                               | That's My Goal                           | 2005  | UK, IRE                                                                                                 |
| Westlife                                  | The Rose                                 | 2006  | UK, IRE, SCO                                                                                            |
| Shayne Ward                               | No Promises                              | 2006  | IRE |
| Leona Lewis                               | A Moment Like This                       | 2006  | UK, IRE                                                                                                 |
| Leona Lewis                               | Bleeding Love                            | 2007  | UK, AUS, AUT, CAN, GER, IRE, NZ, SWI, US                                                                |
| Shayne Ward                               | If That's OK with You                    | 2007  | IRE |
| Leon Jackson                              | When You Believe                         | 2007  | UK, IRE, SCO                                                                                            |
| Leona Lewis                               | Run                                      | 2008  | UK, AUT, IRE                                                                                            |
| Leon Jackson                              | Don't Call This Love                     | 2008  | SCO |
| Alexandra Burke                           | Hallelujah                               | 2008  | UK, IRE, SCO                                                                                            |
| Alexandra Burke                           | Bad Boys                                 | 2009  | UK, IRE, SCO                                                                                            |
| The X Factor Finalists 2009               | You Are Not Alone                        | 2009  | UK, IRE, SCO                                                                                            |
| Joe McElderry                             | The Climb                                | 2009  | UK, IRE, SCO                                                                                            |
| Helping Haiti                             | Everybody Hurts                          | 2010  | UK, IRE                                                                                                 |
| Olly Murs                                 | Please Don't Let Me Go                   | 2010  | UK |
| Alexandra Burke                           | All Night Long                           | 2010  | IRE |
| The X Factor Finalists 2010               | Heroes                                   | 2010  | UK, IRE, SCO                                                                                            |
| Alexandra Burke                           | Start Without You                        | 2010  | UK, SCO                                                                                                 |
| Matt Cardle                               | When We Collide                          | 2010  | UK, IRE, SCO                                                                                            |
| Cher Lloyd                                | Swagger Jagger                           | 2011  | UK, SCO                                                                                                 |
| Jackie Evancho featuring Barbra Streisand | Somewhere                                | 2011  | US Class                                                                                                |
| Olly Murs featuring Rizzle Kicks          | Heart Skips a Beat                       | 2011  | UK, GER, POL, SWI                                                                                       |
| One Direction                             | What Makes You Beautiful                 | 2011  | UK, IRE, USA, MEX, SCO                                                                                  |
| Olly Murs                                 | Dance with Me Tonight                    | 2011  | UK, SCO                                                                                                 |
| The X Factor Finalists 2011               | Wishing on a Star                        | 2011  | UK, IRE, SCO                                                                                            |
| Little Mix                                | Cannonball                               | 2011  | UK, IRE, SCO                                                                                            |
| Chris Rene                                | Young Homie                              | 2012  | NZ |
| Little Mix                                | Wings                                    | 2012  | UK, IRE, SCO                                                                                            |
| One Direction                             | Live While We're Young                   | 2012  | IRE, NZ                                                                                                 |
| Olly Murs featuring Flo Rida              | Troublemaker                             | 2012  | UK, HUN, SCO                                                                                            |
| One Direction                             | Little Things                            | 2012  | UK, SCO                                                                                                 |
| Labrinth featuring Emeli Sandé            | Beneath Your Beautiful                   | 2012  | UK, IRE, SCO                                                                                            |
| James Arthur                              | Impossible                               | 2012  | UK, IRE, POL, SCO, SPA, GRE, LUX, SLO                                                                   |
| One Direction                             | One Way or Another (Teenage Kicks)       | 2013  | UK, DEN, IRE, POL, NL, SCO                                                                              |
| Olly Murs                                 | Dear Darlin'                             | 2013  | AUT |
| One Direction                             | Story of My Life                         | 2013  | DEN, FIN, IRE, NZ                                                                                       |
| Sam Bailey                                | Skyscraper                               | 2013  | UK, IRE, SCO                                                                                            |
| Ella Henderson                            | Ghost                                    | 2014  | UK, IRE, SCO                                                                                            |
| Ben Haenow                                | Something I Need                         | 2014  | UK, SCO                                                                                                 |
| Fifth Harmony featuring Kid Ink           | Worth It                                 | 2015  | ISR, LBN, MEX                                                                                           |
| Little Mix                                | Black Magic                              | 2015  | UK, SCO, EUR                                                                                            |
| One Direction                             | Drag Me Down                             | 2015  | UK, SCO, HUN, IRE, NZ, AUT                                                                              |
| One Direction                             | Perfect                                  | 2015  | IRE, SCO, SLOV                                                                                          |
| Fleur East                                | Sax                                      | 2016  | CRO, HUN                                                                                                |
| Fifth Harmony featuring Ty Dolla $ign     | Work from Home                           | 2016  | NZ, NL, CRO                                                                                             |
| James Arthur                              | Say You Won't Let Go                     | 2016  | UK, SCO, IRE, AUS, EUR, SWE, NZ,NL,PHI                                                                  |
| Little Mix                                | Shout Out to My Ex                       | 2016  | UK, SCO, IRE, EUR                                                                                       |
| Artists for Grenfell                      | Bridge over Troubled Water               | 2017  | UK, SCO                                                                                                 |
| Camila Cabello featuring Young Thug       | Havana                                   | 2017  | AUS, SCO, UK, IRL, CAN, ISR, SLO, LTV, CZ R, EUR (digital), HUN, US, ECU, FRA, GRE, MEX, PAR, PHI, POL, |